# Appserv
Appserv fue una herramienta OpenSource para Windows con Apache, MySQL, PHP y otras adiciones, en la cual estas aplicaciones se configuran en forma automática, lo que permite ejecutar un servidor web completo.
Como extra incorpora phpMyAdmin para el manejo de MySQL

## General
Inmediatamente después de la instalación está disponible completamente funcional del servidor web Apache, que se ejecuta en el equipo local, que puede ejecutar un número ilimitado de sitios para ser muy eficaz para desarrollar y depurar scripts PHP sin subir archivos a un servidor remoto. El programa se distribuye gratuitamente bajo licencia GNU General Public License y es gratis, fácil de usar web-servidor capaz de servir páginas dinámicas. Con esta configuración, puede implementar rápidamente un equipo hecho y derecho y el servidor web rápido, con acceso desde la red local, sin necesidad de configuración adicional. Puede ser utilizado como un servidor web público en Internet...

## Versiones[1]
Appserv 2.6.0 (última versión de pruebas)
Paquetes:
Apache 2.2.8
PHP 6.0.0-dev
MySQL 6.0.4-alfa
phpMyAdmin -2.10.3
Appserv 2.5.10 (última versión estable)
Paquetes:
Apache 2.2.8
PHP 5.2.6
MySQL 5.0.51b
phpMyAdmin -2.10.3
AppServ v 1.0.0 (primera versión estable)
Paquetes:
Apache 1.3.20
PHP 4.0.6
MySQL 3.23.42
phpMyAdmin 2.2.0

## Extension Pack
Zend Technologies 3.3.0
Convertidor de UTF-8
CPAppServ
Compatible con los paquetes de expansión.

## Diferencias de las versiones 2.4.x y 2.5.x[2]
- Versión 2.4.x: Es una versión estable, excelente para todo usuario, por la manera en que esta versión usa PHP 4.x porque trabaja bien con sus scripts de PHP.
- Versión 2.5.x: Es la función fuerte. Esta versión provee el más nuevo y experimental Apache, PHP, MySQL.

## Requisitos
- Sistema operativo: Se recomienda Linux;[3] Windows NT, Windows 2000, Windows Me, Windows Server 2003, Windows XP Windows Vista, Windows Server 2008 y Windows 7 en las versiones superiores a 2.0. Para las versiones anteriores a 2.0 se recomienda Windows 95, Windows 98
- Procesador: Intel® Pentium® III 700 MHz
- Memoria Ram: 128 MB
- Espacio en Disco duro: 50 MB (70 MB durante la instalación)